# Aglaia Szyszkowitz
Aglaia Szyszkowitz (Aussprache [ˈʃɪʃkovɪt͡s]; * 11. Jänner 1968 in Graz) ist eine österreichische Theater- und Filmschauspielerin. Sie spielte bislang in über 100 Film- und Fernsehproduktionen mit.

## Leben

### Herkunft und Ausbildung
Aglaia Szyszkowitz ist Tochter einer Psychotherapeutin und eines Unfallchirurgen. Sie begann nach der Matura am Akademischen Gymnasium in Graz ein Medizinstudium. Nach einer schweren Hepatitiserkrankung wandte sie sich der Schauspielerei zu. Von 1987 bis 1990 machte Szyszkowitz eine Ausbildung an der Schauspielschule des Wiener Volkstheaters.

### Theater
Nach Abschluss ihrer Schauspielausbildung folgten fünf Spielzeiten an den städtischen Bühnen von Krefeld, Würzburg und Münster. Dort verkörperte Aglaia Szyszkowitz u. a. die Helena in Faust II, Viola in Was ihr wollt, das Dienstmädchen Ida in Lauf doch nicht immer weg in der Inszenierung von Meinhard Zanger und Janet in der Rocky Horror Show.
Darüber hinaus war sie unter der Regie von Michael Kreihsl in den von Daniel Glattauer geschriebenen Stücken Gut gegen Nordwind (2010–2011, Komödie im Bayerischen Hof, München) und Die Wunderübung (2015, Theater in der Josefstadt, Wien) zu sehen.

### Film und Fernsehen
Ihr Fernsehdebüt hatte Szyszkowitz 1995 mit einer kleinen Nebenrolle in der Serie Jede Menge Leben. Ihre erste große Rolle spielte sie 1997 als Patricia in dem Thriller Buddies – Leben auf der Überholspur an der Seite von Jürgen Vogel. Der Durchbruch gelang ihr im folgenden Jahr als Filmpartnerin von Heino Ferch in der Kinokomödie 2 Männer, 2 Frauen – 4 Probleme!?, in der sie unter der Regie von Vivian Naefe eine verlassene Ehefrau darstellte.
Von 2000 bis 2013 war Szyszkowitz im ZDF bis zu zweimal jährlich als Kommissarin Jenny Berlin im Einsatz. Die ersten beiden Folgen der Krimireihe heißen auch Jenny Berlin, seit der dritten Folge lief sie unter dem Titel Einsatz in Hamburg. Ein weiterer Erfolg war der Kinderfilm Das Sams. Darin spielte Szyszkowitz die von der Hauptfigur Bruno Taschenbier (Ulrich Noethen) angehimmelte Arbeitskollegin Margarete März. Der Kinofilm gewann 2001 den Bayerischen Filmpreis.
In ihrer Heimatstadt Graz drehte Szyszkowitz 2004 die Fernsehproduktion Der Todestunnel – Nur die Wahrheit zählt, in der sie die Hauptrolle der Staatsanwältin Sabine Fink spielte. 2005 war sie als Mizzi an der Seite von John Malkovich in der internationalen Kinoproduktion Klimt unter der Regie von Raúl Ruiz zu sehen.
Im Jahr 2007 spielte sie gemeinsam mit Walter Sittler im Film Heute heiratet mein Mann mit, einem Remake des gleichnamigen Films aus dem Jahr 1956. Seit 2018 spielt sie an der Seite von Friedrich von Thun in der Endlich Freitag im Ersten-Reihe Zimmer mit Stall die Rolle der Bäuerin Sophie (bis 2022) und in der ARD-Fernsehreihe Billy Kuckuck die Rolle der gleichnamigen Gerichtsvollzieherin.

### Weitere Tätigkeiten
2007 erhielt Szyszkowitz für ihre Verdienste um ihre Heimat den steirischen Großen Josef-Krainer-Preis. 2009 war sie Schirmherrin der Deutschen Zöliakie-Gesellschaft.
Szyszkowitz ist Mitglied der Deutschen Filmakademie.

### Privates
Aglaia Szyszkowitz ist seit 1992 mit Marcus Müller verheiratet und hat zwei Söhne. Die Familie lebte bis 2024 in München in der Nähe des Prinzregententheaters.
Ihre jüngere Schwester Roswitha Szyszkowitz (* 1972) war bis 2007 ebenfalls als Schauspielerin tätig. Gerald Szyszkowitz ist ihr Onkel.

## Filmografie

### Kino
- 1998: 2 Männer, 2 Frauen – 4 Probleme!?
- 2001: Das Sams
- 2002: Verrückt nach Paris
- 2006: Klimt
- 2011: Almanya – Willkommen in Deutschland
- 2011: Niemand ist eine Insel
- 2012: Sams im Glück
- 2018: Die Wunderübung
- 2021: Man kann nicht alles haben

### Fernsehfilme
- 1997: Buddies – Leben auf der Überholspur
- 1998: Single sucht Nachwuchs
- 1998: Callboy
- 1998: Alles wird gut
- 1998: Busenfreunde 2 – Alles wird gut!
- 1999: Comeback für Freddy Baker
- 1999: Der Tod in deinen Augen
- 1999: Bodyguard – Dein Leben in meiner Hand
- 1999: Der Elefant in meinem Bett
- 2000: Hart im Nehmen
- 2000: Liebesengel
- 2001: Judas (Giuda)
- 2001: Nichts wie weg
- 2001: Die Liebe meines Lebens
- 2002: Wenn zwei sich trauen
- 2003: Die Liebe kommt als Untermieter
- 2003: Tauerngold
- 2003: Trenck – Zwei Herzen gegen die Krone
- 2003: Tigermännchen sucht Tigerweibchen
- 2003: Weihnachtsmann über Bord!
- 2004: Zuckeroma
- 2005: Suche Mann für meine Frau
- 2005: Der Todestunnel – Nur die Wahrheit zählt
- 2005: In Sachen Kaminski
- 2005: Ausgerechnet Weihnachten
- 2006: Feine Dame
- 2006: Heute heiratet mein Mann
- 2007: Liebe auf Kredit
- 2007: Tango zu dritt
- 2008: Der große Tom
- 2008: Die Liebe ein Traum
- 2009: Stürme in Afrika
- 2009: Liebe ist Verhandlungssache
- 2009: Fünf Tage Vollmond
- 2009: Geliebter Johann Geliebte Anna
- 2010: Willkommen in Wien
- 2010: Augustinus (Sant'Agostino)
- 2011: Die Schatten, die dich holen
- 2012: Rommel
- 2013: Am Ende der Lüge
- 2013: Der Tote im Eis
- 2013: Komasaufen
- 2014: Charlottes Welt – Geht nicht, gibt’s nicht
- 2014: Mord am Höllengrund
- 2015: Der Kotzbrocken
- 2015: Hochzeitskönig
- 2015: Ein Sommer in Griechenland
- 2015: Die Wunderübung
- 2016: Seitensprung mit Freunden
- 2017: Kein Herz für Inder
- 2017: Heiße Quellen
- 2018: Extraklasse
- 2020: Letzter Kirtag
- 2021: Extraklasse 2+
- 2021: Letzter Gipfel
- 2022: Letzte Bootsfahrt
- 2023: Letzter Saibling
- 2024: Eigentlich sollten wir
- 2024: Letzter Jodler
- 2025: Ohne jede Spur – Der Fall der Nathalie B.

### Fernsehserien und -reihen
- 1995: Jede Menge Leben (Folge Happy Birthday, Dorothee)
- 1995: Stadtklinik (Folge Der Zweifel)
- 1996: Polizeiruf 110: Die Gazelle
- 1996: Adelheid und ihre Mörder (Folge Die letzte Tasse)
- 1996: Rosamunde Pilcher – Das Haus an der Küste
- 2001: Polizeiruf 110: Gelobtes Land
- 2000–2013: Jenny Berlin/Einsatz in Hamburg (15 Folgen)
- 2003: Tatort: Rosenholz
- 2003: Der Ermittler (Folge Der Traum vom Glück)
- 2006: Tatort: Liebe macht blind
- 2007: Weißblaue Geschichten (Folge Schwindelanfälle/Ein Mann für alle Notfälle)
- 2008: Der Bulle von Tölz: Bulle und Bär
- 2009: Ein Fall für zwei (Folge Das Ultimatum)
- 2010: Schnell ermittelt (Folge Laura Czerny)
- 2010: Pfarrer Braun: Grimms Mördchen
- 2011: Tatort: Vergeltung
- 2011–2022: Der Alte (verschiedene Rollen, 3 Folgen)
- 2012: Katie Fforde: Ein Teil von dir
- 2013: Der letzte Bulle (Folge Gefährliches Spiel)
- 2013: IK1 – Touristen in Gefahr (Folge Malaysia)
- 2013: Mord in bester Gesellschaft: In Teufels Küche
- 2014: Der Staatsanwalt (Folge Heiße Quellen)
- 2014: SOKO 5113 (Folge Der Tote im Park)
- 2014: LandKrimi: Steirerblut
- 2016: Tatort: Sternschnuppe
- 2016: Der Lack ist ab (Folge #paartherapie)
- 2017: Die Kanzlei (Folge Auf Herzen und Nieren)
- 2017: Helen Dorn: Verlorene Mädchen
- 2017: Hubert und Staller (Folge Ausgebrannt)
- 2018–2022: Zimmer mit Stall (Fernsehreihe) → siehe Besetzung
- seit 2018: Billy Kuckuck / Eine mit Herz
  - 2018: Margot muss bleiben!
  - 2019: Eine gute Mutter
  - 2020: Aber bitte mit Sahne!
  - 2021: Angezählt
  - 2022: Mutterliebe
  - 2025: Familiengeheimnisse
- 2018: Origin (Folge Fire and Ice)
- 2018: Ein starkes Team: Tod einer Studentin
- 2020: Die Toten vom Bodensee – Fluch aus der Tiefe
- 2021: Katakomben (6 Folgen)
- 2021: Stadtkomödie – Man kann nicht alles haben
- 2022: Neben der Spur – Die andere Frau
- 2022: Inventing Anna (Folge Too Rich for Her Blood)
- 2024: Kreuzfahrt ins Glück – Hochzeitsreise nach Korsika
- 2024: Ein Sommer … im Schwarzwald (Fernsehreihe)
- 2024: Mit Herz und Holly: Lichtblicke (Fernsehserie)
- 2024: Für immer Sommer (Fernsehreihe, 2 Folgen)
- 2024: Der Kommissar und der See – In besseren Kreisen
- 2025: Der Bergdoktor (Folge Herzschmerzen)
- 2025: Zimmer im Grünen – Herzenswege

## Auszeichnungen
- 2007: Großer Josef-Krainer-Preis[10]
- 2023: Ehrenpreis des Filmfestivals Kitzbühel[11][12]

## Publikationen
- 2023: Von der Rolle: Wie ich die Liebe zum Leben neu entdeckt habe, Molden/Styria, Wien 2023, ISBN 978-3-222-15097-5.